# Rynek Kolejowy

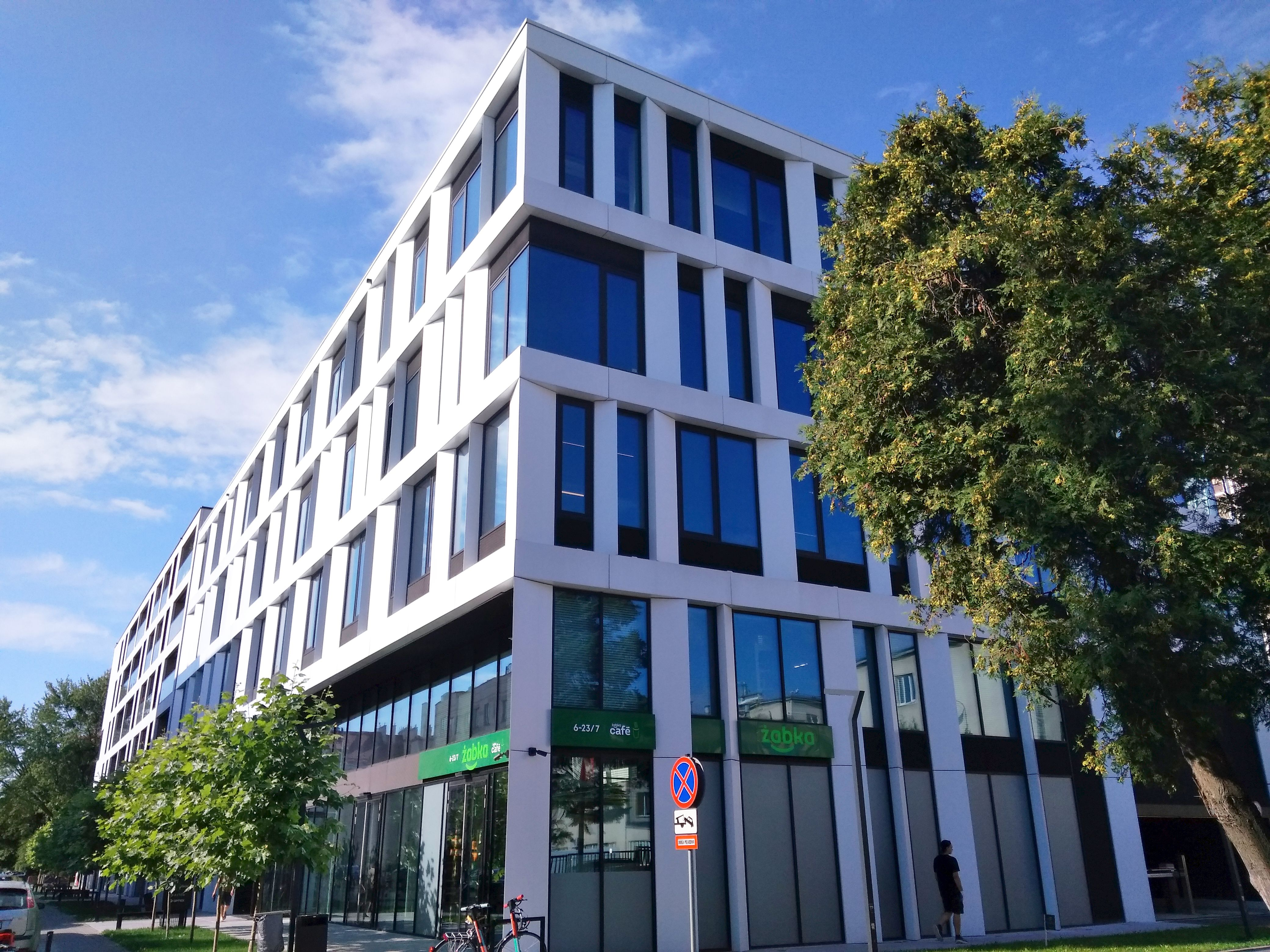
Biurowiec Kolonia Sielce w Warszawie – siedziba redakcji „Rynku Kolejowego”

Rynek Kolejowy – polski branżowy miesięcznik, wydawany przez Zespół Doradców Gospodarczych TOR, zajmujący się tematyką transportu szynowego (kolej, tramwaje, metro).

## Charakterystyka
Miesięcznik wydaje Wydawnictwo Rynek Kolejowy, będący własnością ZDG TOR. Czasopismo zamieszcza raporty, opinie, przeglądy wydarzeń, analizy, komentarze, reportaże i felietony, których tematyką jest szeroko pojmowany transport szynowy w Polsce. Z redakcją stale współpracują m.in. były minister przemysłu, a następnie transportu i gospodarki morskiej Tadeusz Syryjczyk, wcześniej do miesięcznika felietony pisali także: były prezes PKP Intercity i członek zarządu PKP S.A. Jacek Prześluga, prof. Wojciech Paprocki, a w latach 2002–2010 – również Franciszek Adam Wielądek, były minister transportu i gospodarki morskiej.
Jak podaje Rynek Kolejowy, czytelnicy miesięcznika to przede wszystkim parlamentarzyści, pracownicy instytucji rządowych, samorządowcy, członkowie organizacji i stowarzyszeń branżowych, pracownicy wyspecjalizowanych jednostek administracji, a także menedżerowie wyższego i średniego szczebla zatrudnieni w firmach dostarczających usługi i produkty na rzecz kolei, tramwajów i metra.
Czasopismo posiada codziennie aktualizowany portal internetowy, zamieszczający bieżące informacje dotyczące transportu szynowego w Polsce i na świecie.

## Nagrody i wyróżnienia
W marcu 2020 Rynek Kolejowy został uznany najlepszym portalem i miesięcznikiem branżowym według rankingu opublikowanego w magazynie Press. Jury doceniło jakość i aktualność publikowanych tekstów oraz zaangażowanie dziennikarzy. Podkreślono szybkość działania redakcji oraz wysoką jakość merytoryczną tekstów, które nadają ton dyskusji o transporcie szynowym w Polsce.
We wrześniu 2021 r. Jakub Madrjas, zastępca redaktora naczelnego Rynku Kolejowego, został laureatem wyróżnienia w konkursie o nagrodę im. Jana Raczyńskiego, przyznawaną dziennikarzom zajmującym się transportem szynowym. 

## Redaktorzy naczelni
- 2002–2009 – Piotr Faryna
- od 2009 – Łukasz Malinowski